# Elena Rivera
Elena Rivera Villajos, nota come Elena Rivera (Saragozza, 29 agosto 1992), è un'attrice spagnola.

## Biografia
È la figlia di Miguel Rivera, ferroviere, di origine dell'Estremadura, e Ana Villajos, che è di Alcázar de San Juan (Ciudad Real). Ha un fratello di nome Miguel, di quattro anni più grande di lei. Ha frequentato la scuola Obra Diocesana Santo Domingo de Silos a Saragozza.
Dal 1997, Elena Rivera ha sviluppato una grande carriera artistica e musicale.
Tra il 1999 e il 2000, all'età di soli sei anni, Elena Rivera ha iniziato la sua carriera artistica come cantante nel programma televisivo Menudas Estrellas interpretando le canzoni di Paloma San Basilio.
Nel 2000, all'età di soli otto anni, ha partecipato con particolare risalto alla Gala Musical del Fin de Año 2000, su Antena 3 (in onda il 31 dicembre 2000). Nello stesso anno viene selezionata per partecipare alla produzione di numerosi programmi musicali, tra cui Noche de estrellas per Antena 3.
Nel 2001, ha cantato un duetto con David Civera il tema del Festival Song Contest: Dille che l'amo, nel programma Noche de estrellas di Antena 3. Ha inoltre partecipato al Gala di Natale di Antena 3: Young Stars, insieme a cantanti del momento come Carlos Baute, Tamara, David Civera e Malú.
Nel 2002 ha partecipato al programma musicale Antena 3: Si cerca una stella, dove è stata proclamata vincitrice. Questo le ha permesso di registrare un album solista con brani inediti selezionati per lei e soprannominati Locos por el ritmo. Sempre durante quest'anno ha partecipato ad altri due album: Se busca una estrella Vol. I y Vol. I.
Nel 2003 ha doppiato uno dei personaggi in un progetto educativo per un editore svedese, da utilizzare in un corso di spagnolo a Stoccolma. Inoltre, la canzone Encadenada al ordenador del suo disco Locos por el ritmo, è stata selezionata per illustrare musicalmente questo corso di spagnolo. Quest'anno ha anche partecipato all'uscita degli album: Blanco y Negro y Caribe Mix 2003, con il tema Encadenada al ordenador.
Successivamente all'età di 13 anni assunto una discreta notorietà in Spagna per aver interpretato il ruolo di Karina nell'ultra decennale serie televisiva Cuéntame cómo pasó (dal 2005 al 2018).
Nel 2008 ha partecipato e collaborato al programma de La 1 Mueve tu mente. Ha anche messo la sua voce su diversi temi musicali della serie di cartoni animati El ojo mágico.
Nello stesso momento in cui trionfa nel ruolo di Karina nella serie Cuéntame cómo pasó come è successo, tra le altre partecipazioni, combina questo aspetto artistico con i suoi studi in Educazione della prima infanzia, presso la Facoltà di Educazione di Saragozza, la sua città, che è iniziata nel settembre del 2010.
Nel 2011 ha iniziato a registrare la nuova serie di Antena 3: Los Quién, dove ha interpretato il ruolo di Chesca. La prima stagione della serie ha iniziato la sua trasmissione nel maggio 2011 e si è conclusa nel luglio 2011 senza essere rinnovata per una seconda stagione. Nel 2012 è apparsa nella serie della stessa catena: Toledo, dove ha interpretato il ruolo di Beatriz de Suma Carrera, damigella d'onore della regina Violante d'Aragona.
Il suo debutto teatrale è stato nel 2014 al Teatro María Guerrero di Madrid, recitando insieme ad Alicia Hermida e Luisa Martín, nello spettacolo: El arte de la entrevista, di Juan Mayorga, dove ha interpretato Cecilia. Nel 2015, ha unito le sue apparizioni nella serie Cuéntame como pasa con una tournée in tutto il territorio nazionale di detta opera.
Nel 2015 ha partecipato al film Sognando il nord (Perdiendo el Norte), l'ultima commedia di Nacho G. Velilla, dove ha interpretato Nuria. Ha anche recitato nel film del nuovo regista David Aymerich, al fianco di David Solans.
Contemporaneamente ha recitato nelle serie televisive spagnole Los Quién (2011), Toledo, cruce de destinos (2012) e Servir y proteger (2017) e nel film El dulce sabor del limón (2015) riuscendo anche a completare il ciclo di studi ottenendo la laurea per educatrice infantile.
A novembre 2016 si sono concluse le riprese della serie di Telecinco La verdad, thriller in cui condivide lo schermo con Jon Kortajarena e Lydia Bosch.
Nel 2017 ha partecipato come ospite al programma televisivo Antena 3: Tu cara me suena, interpretando Miley Cyrus con il brano Wrecking Ball. Nello stesso anno, è apparsa come attrice ospite nella terza stagione della serie televisiva spagnola El ministerio del tiempo, dove ha interpretato la regina Margherita in un episodio incentrato sulla firma della ratifica del Trattato di Londra tra Spagna e Inghilterra.
Nel luglio 2017, è stata annunciata la sua partecipazione nella serie Servir y proteger, trasmessa su TVE.
Nel 2020 è stata la protagonista della serie storica televisiva Inés dell'anima mia (Inés del alma mía) nel ruolo della combattente Inés Suárez affiancata dal co-protagonista maschile Eduardo Noriega nel ruolo del conquistador Pedro de Valdivia.
A maggio 2020 è stato annunciato che sarà la protagonista di Alba, in onda su Antena 3. Nell'ottobre 2020 è stato annunciato che avrebbe recitato nell'adattamento de Gli eredi della terra (Los herederos de la tierra) per Netflix, prevista per il 2022.

## Filmografia

### Cinema
- Sognando il nord (Perdiendo el norte), regia di Nacho G. Velilla (2015)
- El dulce sabor del limón, regia di David Aymerich (2017)

### Televisione
- Cuéntame cómo pasó – serie TV, 183 episodi (2003-2018)
- Los Quién – serie TV, 13 episodi (2011)
- Toledo, cruce de destinos – serie TV, 13 episodi (2012)
- El ministerio del tiempo – serie TV, 2 episodi (2017)
- Servir y proteger – serie TV, 27 episodi (2017)
- Le verità nascoste (La verdad) – serie TV, 16 episodi (2018)
- Inés dell'anima mia (Inés del alma mía) – serie TV, 8 episodi (2020)
- Alba – serie TV, 13 episodi (2021)
- Sequía – serie TV, 5 episodi (2022)
- Gli eredi della terra (Los herederos de la tierra) – serie TV (2022)

### Cortometraggi
- Rewind, regia di Rubén Pérez Barren a (2015)

## Teatro
- El arte de la entrevista, di Juan Mayorga, regia di Cuco Afonso (2014)
- La Vuelta de Nora - Casa de Muñecas 2, di Lucas Hnath, regia di Andrés Lima (2019)

## Programmi televisivi
- Menudas estrellas (1999-2000) – Imita Paloma San Basilio
- Mueve tu mente (2008) – Collaboratrice
- Tu cara me suena 5 (2017) – Imita a Miley Cyrus
- El gran reto musical (2017) – Invitata
- Viva la vida (2018) – Invitata
- Lo siguiente (2018) – Invitata

## Doppiatrici italiane
Nelle versioni in italiano dei suoi film e delle sue serie TV, Elena Rivera è stata doppiata da:
- Giulia Catania in Le verità nascoste, Inés dell'anima mia[14]
- Perla Liberatori: Gli eredi della terra

## Menzioni e articoli
Nei ultimi anni ha ricevuto numerose attenzioni in articoli di stampa, sia a livello nazionale, regionale e locale, da El Periódico de Cataluña, Heraldo de Aragón, El Periódico de Aragón, La Vanguardia Digital, El Mundo, Mujer Hoy, ecc. Anche programmi come La Batidora e Mírame di Antena 3 o Canal+ hanno fatto eco alle sue performance televisive.